# Limbangan Wetan
Limbangan Wetan is een bestuurslaag in het regentschap Brebes van de provincie Midden-Java, Indonesië. Limbangan Wetan telt 8488 inwoners (volkstelling 2010).